# Balta tricolor
Balta tricolor är en kackerlacksart som först beskrevs av Hanitsch 1934.  Balta tricolor ingår i släktet Balta och familjen småkackerlackor. Inga underarter finns listade.